# Cultural probes
Cultural probes eller design probes er en teknik, som bruges til at inspirere design-idéer.
Teknikken bruges til at indsamle data omkring personerne i en given målgruppes liv, deres værdier og tanker. Deltagerne får tilsendt en pakke, der kan indeholde alt lige fra et kort, postkort, kamera, skitsebog, dagbog med videre. Derudover stilles deltagerne en række tankevækkende opgaver, der skal inspirere dem til at dokumentere forskellige begivenheder, følelser og oplevelser. Cultural probes er især anvendelig når der er tale om følsomme emner, og teknikken kan give designeren mulighed for skabe et fortroligt forhold til deltagerne. Formålet med metoden er, at stimulere designerens fantasi i idéfasen af en designproces, ved at undersøge deltagernes tanker, kultur og værdier ud fra deres eget input. Cultural probes er en metode, der åbner for design-rummet. Målet med cultural probes er ikke at skaffe information, men inspiration. Cultural probes er nyttige i den tidlige del af design processen, hvor man forsøger at åbne for nye ideer.

## Baggrund
Cultural Probes blev udviklet af B. Gaver, T. Dunne og E. Pacenti i 1999. De blev inspireret af Situationisterne. 
Nærmere betegnet avantgarde-kunstbevægelsen Situationist International - et kollektiv af kunstnerprovocateurs, udsprunget af dadaisme og surrealisme, med base i Paris fra slut 1950’erne til start 1960’erne. De benyttede teknikker følger således ikke en traditionel videnskabelig tilgang til feltundersøgelse, men tager udgangspunkt i en kunstnerisk tilgang til designresearch, hvor ønsket om irrationalitet og ukontrol skal afføde inspiration til videre design frem for analyserbare data.

## Anvendelse i brugerundersøgelser
“They provoked the groups to think about the roles they play and the pleasures they experience, hinting to them that our designs might suggest new roles and new experiences.” Ifølge Gaver kan Cultural Probes kun anvendes i idéfasen. Målet med metoden er at indhente inspiration frem for information og skal ses som et tillæg til andre undersøgelsesmetoder. To centrale elementer som metoden bibringer er overraskelse og usikkerhed. Metoden er rettet mod at få et indblik i tanker, værdier og drømme fra deltagerne. Cultural Probes skal lede til et åbent designrum, frem for et indskrænket, og metoden tager en kunstnerisk tilgang, frem for videnskabelig. I denne sammenhæng er designeren en kunstnerisk designer. Teknikken kan anbefales, når deltagerne er spredt ud over forskellige lokationer eller lande, fordi kontakten med deltagerne kan ske pr. post eller telefon. Før en cultural probe bliver udleveret til deltageren, tages der personlig kontakt. Denne kontakt skal holdes ved lige under processen. Frem for alt skaber cultural probes en positiv kontakt med deltagerne og skaber dialog imellem dem indbyrdes og med designer(ne).

## The Presence Project
Projektet The Presence Project blev udført af Bill Gaver, Tony Dunne og Elena Pacenti i 1999 med støtte fra EU over en periode på 2 år. I gennem udlevering af cultural probes til udvalgte ældre i landene Norge, Holland og Italien forsøgte Gaver, Dunne og Pacenti at øge tilstedeværelsen af de ældre i lokalsamfundet. “Although the probes were central to our understanding of the sites, they didn’t directly lead to our designs. They were invaluable in making us aware of the detailed texture of the sites, allowing us to shape proposals to fit them,” Gaver, Dunne og Pacenti, Cultural Probes. Metoden var behjælpelig i forståelsen af lokalsamfundene og de ældre som aktører i disse - og fungerede dermed som et værktøj i den videre idégenereringsproces.

## Kritik
Med udleveringen af materialer til brugerne er der stor risiko for at ikke alle materialer tilbageleveres, eller at brugerne falder fra på grund af den mængde arbejde det kræver at dokumentere. Desuden kan det være en udfordring ikke at kunne kontrollere brugernes brug af de udleverede materialer. Metoden kan findes svær at anvende i kommercielle sammenhænge, da resultaterne ikke bør rationaliseres og skal ikke anvendes til indsamling af “hård” data som kan analyseres. Dermed bør det bruges til indsamling af inspiration og ikke information.

## Links
- http://books.google.com.au/books?id=wf0kdgkB2isC&pg=PA194&dq=%22Cultural+probe%22&hl=en&ei=0WfaTvGaIoOZiAez9OD4Bw&sa=X&oi=book_result&ct=result&resnum=1&ved=0CC8Q6AEwAA#v=onepage&q=%22Cultural%20probe%22&f=false
- http://books.google.com.au/books?id=wWrqzNdZ5o8C&pg=PA336&dq=%22Cultural+probe%22&hl=en&ei=0WfaTvGaIoOZiAez9OD4Bw&sa=X&oi=book_result&ct=result&resnum=6&ved=0CEYQ6AEwBQ#v=onepage&q=%22Cultural%20probe%22&f=false
- http://www.itu.dk/~kikki/AVID/CulturalProbes.htm
- http://books.google.com.au/books?id=wf0kdgkB2isC&pg=PA194&dq=%22Cultural+probe%22&hl=en&sa=X&ei=Ug82T_rNJsXkmAWPqfiYAg&redir_esc=y#v=onepage&q=%22Cultural%20probe%22&f=false http://mindblog.dk/tag/cultural-probes/ Arkiveret 22. oktober 2013 hos  Wayback Machine
- http://ojs.ruc.dk/index.php/pdc/article/download/330/322 http://delivery.acm.org/10.1145/1020000/1015555/p53-gaver.pdf?ip=130.226.142.243&id=1015555&acc=ACTIVE%20SERVICE&key=C2716FEBFA981EF15643D5404332885BAE64618527CF896A&CFID=247001177&CFTOKEN=62167367&__acm__=1379590946_a984301cba1344c99d5da092ebda9464